# 摩西 (姓氏)
摩西、莫塞斯或 摩斯（英語：Moses）可指：
- 埃德温·摩西（Edwin Moses，1955年8月31日－），美国男子田径运动员。
- 维克托·莫塞斯（Victor Moses，1990年12月12日－），前尼日利亞足球運動員。
- 羅伯·摩斯（Robert Moses，或譯罗伯·摩斯、罗伯特·摩西斯等，1888年12月18日－1981年7月29日），美國建築師、前紐約州州務卿。
- 塔利斯·奧貝德·摩西（Tallis Obed Moses；1954年10月24日－），瓦努阿图政治家。
- 埃德·摩西（Ed Moses，1980年6月7日－），美国男子游泳运动员。

## 另見
- 摩西斯

|  | 本页或本分段罗列了姓氏为「摩西 (姓氏)」的人物。 如果是一个指代特定个人的内链将您引导到本页，請考慮修正該人物的名字以將链接指向正確的條目。 |